# 北海道道241号本流音別停車場線
北海道道241号本流音別停車場線（ほっかいどうどう241ごう ほんりゅうおんべつていしゃじょうせん）は、北海道釧路市内を結ぶ一般道道である。

## 概要

### 路線データ
- 起点：北海道釧路市音別町チャンベツ（サトンベツ川合流点付近）
- 終点：北海道釧路市音別町本町1丁目（JR北海道 根室本線 音別駅、国道38号交点）
- 総延長：23.7 km

## 歴史
- 1957年（昭和32年）3月30日 - 144号として路線認定[1]。
- 1994年（平成6年）10月1日 - 路線番号を241号に変更[2]。

## 路線状況

### 主な橋梁
- 初音橋（音別川）＝音別町音別原野基線 - 音別町中音別

## 地理

### 通過する自治体
- 釧路総合振興局
  - 釧路市

### 主な接続道路
釧路市
- 北海道道500号音別浦幌線 - 音別町音別原野基線
- 国道38号 - 音別町本町1丁目

### 沿線にある施設など
釧路市
- 憩いの森 - 音別町音別原野基線